# Станислав Ковалски
Станислав Ковалски (14 април 1910 – 5 април 2022) е полски свръхстолетник и атлет, който на 105-годишна възраст става най-възрастният състезаващ се спортист в новосформираната възрастова дивизия M105 (105 – 109 години) в спринт, тласкане на гюле и хвърляне на диск.

## Ранен живот
Ковалски е роден на 14 април 1910 г. в село Рогувек, тогава част от Полското кралство в рамките на Руската империя. След женитбата си той се мести в Бжезница. Работил в железница като също се занимавал със земеделие. От 1979 г. до смъртта си живее в Швидница. Майката на Ковалски е умира на 99 години. В продължение на десетилетия Ковалски ходи на работа с велосипед, независимо от времето навън.

## Спортна кариера
Ковалски се състезава на първенството за ветерани на Полша на 28 юни 2015 г. в Торун, Полша, ставайки най-възрастният атлет в света. В този ден той пробягва 100 метра за 34,50 секунди, тласка гюле на 4,27 m и хвърля диск на 7,50 m разстояние.
С участието си в първенството, Ковалкси надминава постиженията на американеца Джон Уайтмор, състезавал се на възраст 104 години и 10 месеца. Възрастта на Ковалски (105 г.) по време на събитието налага създаването на нова възрастова дивизия – М105. Поради това, всичките му постижения се считат за световни рекорди.
На 104-годишна възраст, Ковалски става най – възрастният човек в Европа, пробягал 100 метра на състезанието във Вроцлав, Полша на 10 май 2014 г. Така той става европейски рекордьор, побеждавайки предишния рекорд с 1 секунда. Той приписва дълголетието си на това, че никога не е ходил на лекар и винаги правел каквото си поиска. Той също така споделя че не яде много вечер.

## Дълголетие
Ковалски става най-възрастният жив мъж в Полша след смъртта на 108-годишния Йозеф Журек на 20 март 2018 г. Той става суперстолетник на 14 април 2020 г. Станислав Ковалски умира на 5 април 2022 г., на възраст 111 години и 356 дни, девет дни преди 112-ия си рожден ден.